# 邱细春
邱细春（？—1281年），又作丘细春，元朝初期福建民变首领，南剑州（治所在今福建省南平市延平区）人。元朝灭亡南宋不久，元世祖至元十八年（1281年），和汀漳义军首领陈吊眼同时起兵反元，自称“镇国开国大王”（一说“镇闽开国大王”），年号昌泰。元朝派军镇压，邱细春被杀。